# Speocera decui
Speocera decui is een spinnensoort uit de familie Ochyroceratidae. De soort komt voor in Cuba.